# Perry Mason (TV-serie)
Perry Mason är en amerikansk TV-serie från 1957-1966. Serien är baserad på Erle Stanley Gardners romanserie om advokaten Perry Mason. Titelrollen spelas av Raymond Burr.

## Handling
Perry Mason är en framstående försvarsadvokat, verksam i Los Angeles i Kalifornien. De flesta av hans klienter står anklagade för mord. Varje avsnitt följer vanligen en formel, först introduceras ett prospektivt mordoffer och en serie personer som är kopplade till offret, vilka genom ord eller handling avslöjar sig som möjliga gärningsman. I en parallellhistoria introduceras vi till Masons klient eller till någon som är associerad med denne. När brottet väl har begåtts möter Mason Los Angeles distriktsåklagare Hamilton Burger i rätten, då Masons klient åtalats för mordet. Under avsnittets andra hälft följer handlingen sedan Mason och Burger, när de drabbar samman i rättssalen. Så småningom, efter att utredningen har avslöjat alla detaljer ges Mason ledtråden han behöver för att finna den verkliga förövaren, oavsett om det är den åtalade eller ej, och han förmår då denne att bryta ihop, bekänna brottet och erkänna sanningen kring det bakomliggande motivet.  

## Rollista i urval
- Raymond Burr - Perry Mason, försvarsadvokat
- Barbara Hale - Della Street, Masons sekreterare
- William Hopper - Paul Drake, privatdetektiv
- William Talman - Hamilton Burger, distriktsåklagare
- Ray Collins - Löjtnant Arthur Tragg (1963-1964)
- Wesley Lau - Löjtnant Andy Anderson (1963–1965)
- Richard Anderson - Löjtnant Steve Drumm (1964-1966)
- Michael Fox - Dr. Hoxie
- Lee Miller - Sgt. Brice
- Connie Cezon - Gertrude "Gertie" Glade – Masons receptionist

### Gästskådespelare i urval
- Dabbs Greer
- Jackie Coogan
- Karl Swenson
- Fay Wray
- Gavin MacLeod
- Werner Klemperer
- Kevin Hagen
- James Coburn
- Louise Fletcher
- Adam West

## DVD
Den första TV-serien från 1957 började ges ut på DVD i USA sommaren 2006. I Europa och Sverige har bara två säsonger kommit ut. Enligt Paramount är det inte sannolikt att fler säsonger släpps i Sverige. Alla avsnitt utom 1 i säsong 9 är i svartvitt. Däremot gjordes alla TV-filmer i färg.
| Säsong      | Avsnitt | Releasedatum Region 1 | Releasedatum Sverige | Kommentar |
| ----------- | ------- | --------------------- | -------------------- | --------- |
| Säsong 1:1  | 19      | 11 juli 2006          | 15 april 2008        | Svartvitt |
| Säsong 1:2  | 20      | 21 november 2006      | 13 augusti 2008      | Svartvitt |
| Säsong 2:1  | 15      | 19 juni 2007          | 4 februari 2009      | Svartvitt |
| Säsong 2:2  | 15      | 13 november 2007      | 30 september 2009    | Svartvitt |
| Säsong 3:1  | 12      | 19 augusti 2008       |                      | Svartvitt |
| Säsong 3:2  | 14      | 2 december 2008       |                      | Svartvitt |
| Säsong 4:1  | 16      | 9 juni 2009           |                      | Svartvitt |
| Säsong 4:2  | 12      | 8 december 2009       |                      | Svartvitt |
| Säsong 5:1  | 15      | 20 april 2010         |                      | Svartvitt |
| Säsong 5:2  | 15      | 16 november 2010      |                      | Svartvitt |
| Säsong 6:1  | 14      | 4 oktober 2011        |                      | Svartvitt |
| Säsong 6:2  | 14      | 22 november 2011      |                      | Svartvitt |
| Säsong 7:1  | 15      | 21 augusti 2012       |                      | Svartvitt |
| Säsong 7:2  | 15      | 23 oktober 2012       |                      | Svartvitt |
| Säsong 8:1  | 15      | 27 november 2012      |                      | Svartvitt |
| Säsong 8:2  | 15      | 15 januari 2013       |                      | Svartvitt |
| Säsong 9:1  | 15      | 11 juni 2013          |                      | Svartvitt |
| Säsong 9:2  | 15      | 13 augusti 2013       |                      | Svartvitt |
| TV-filmer 1 | 6       | 31 december 2013      |                      | Färg      |